# Masakr na Rogovu
Masakr na Rogovu dogodio se 29. siječnja 1999., tijekom Rata na Kosovu. U njemu je srpska policija ubila 24 Albanaca koji su navodno bili pripadnici Oslobodilačke vojske Kosova, u selu Rogovo u regiji Đakovica, na jugozapadu Kosova. Međutim, prema navodima očevidaca, bar devetero ubijenih su bili civili.

## Kronologija događaja
U posljednjem tjednu siječnja 1999., specijalne srpske policijske snage i Vojska Jugoslavije proveli su raciju na tom području i mnogi od seljana su pobjegli zbog toga. U Rogovu i okolnim selima policija se vratila nekoliko puta kako bi tražila OVK članove. 29. siječnja ujutro, zamjenik šefa policije u Đakovici je izvijestio OESS-KVM tim o "incidentu koji se dogodio na Rogovu" tog jutra. Oko 06:30 ujutro, policijska ophodnja od 10 časnika u dva civilna vozila se sukobila s pripadnicima Oslobodilačke vojske Kosova (OVK) u centru Rogova. Policajac, koji je kasnije identificiran, je ubijen, a dva su lakše ranjena u zasjedi, ali ne spominje se koliko je bilo žrtava na strani OVK-a. Na njegov zahtjev OESS-KVM otišao je u Rogovo u 09:55. OESS-KVM vidio je tijelo mrtvog policajca u autu, pokrivenog dekom, ali im je bilo dozvoljeno da uđu na kompleks farmi, gdje se incident dogodio, tek sat vremena kasnije, kad je stigao istražni sudac iz Peča.
Kada je OESS-KVM tim ušao u dvorište, pronašli su ukupno 24 tijela. Bilo je tri tijela u prtljažniku crvenog kombija, koji je bio teško oštećen od metaka, a još osam tijela u stražnjem odjelu; tri vatrena oružja su bila unutar kombija. Automatska puška ležala je pokraj svakog od tri tijela koja su bila poredana ispred kombija. Policijski službenik pokazao je OESS-KVM timu torbu s nekoliko ručnih bombi i brojnih komada streljiva koje su navodno pronađena kod tijela ubijenih. U garaži u blizini, OESS-KVM uočio je tijela još pet ljudi, djelomično potopljenih u vodi, te s jednom automatskom puškom pokraj jednog od njih. Uz vanjski zid, vlasnik kompleksa farmi, kosovski Albanac (ime zabilježeno), je pronađen mrtav s pištoljem koji je ležao pored njega. U zgradi na stražnjem dijelu kompleksa, OESS-KVM tim vidio je četiri tijela s oružjem i ispaljenim metcima. Nekoliko leševa su bili u kamufliranim uniformama koje su imale OVK obilježja. Identifikacijski dokumenti kurira u sjedištu OVK-a su pronađeni kraj jedne žrtve.
Kada su policijski istražitelji ispitali poprište incidenta, okupila se znatiželjna gomila. Sva tijela iz kombija ležale su na tlu radi identifikacije, a jedan od njih je imao teške ozljede čija priroda je ukazivala na eksploziju granate u kombiju. Tijela su zatim odvedena u medicinski centar u Prištini radi autopsiju. Prema riječima policije, policijska ophodnja upala je u zasjedu, nakon čega su uzvratili vatru, ubivši 24 navodnih članova OVK. Međutim, OESS-KVM također je proveo intervjue sa seljanima Albancima, koji su otkrili složeniji sliku. Kao što je rekao jedan od mještana, vlasnik kuće odvezao je tri čovjeka u svojem crvenom kombiju do svoje trgovine u gradu oko 05:30 ujutro. U kafiću su ga pitali bi mogao "pomoći u prijevozu vojnika". Vlasnik je napustio lokal s nekim ljudima, u pratnji drugog automobila. Odmah nakon toga je oko 15 policajaca ušlo u kafić i pretražilo sve prisutne, ispitujući ih o kombiju i vozaču. Nakon 20 minuta, vlasnik se vratio u svoju kuću, sa svezanim rukama, u pratnji dvojice policajaca. Onda, oko 06:00 ujutro, njegov crveni kombi je stigao s nekoliko naoružanih OVK pripadnika. Dvadesetak policajaca ušlo je u kompleks i počelo pucati na OVK dok su još bili u autu. Susjedi su čuli pucnjavu i intenzivne eksplozije. Nakon pucnjave, vlasnik je odveden do gomile drva gdje je naizgled samovoljno smaknut.
Oko sedam policajaca je tada ušlo u kuću u blizini te je istjeralo četiri muška člana obitelji van. Oni su ih doveli do crvenog kombija, premlatili i potom samovoljno ubili iza kuće, u blizini gomili drva, te su potom bačeni u plitku lokvu blata i vode u garaži. Kada se policija vratila u kuću gdje su bile žene i djeca, oni su pitali: "Imate li još muškaraca ovdje?" Žene su odgovorile: "Ne, vi ste ih sve oduzeli!" Prema izjavama nekoliko svjedoka, tih četvero ljudi nisu bili povezani s OVK-om.
Oko 08:00 ujutro, 30-ak policajaca ušlo je u farmersko dvorište druge albanske kuće, udaljene 150 metara od kompleksa. Uzvikujući "Imate goste!" ušli su u kuću, odveli četiri pripadnika obitelji vani i naredili im da kleknu s rukama postavjenim iza glave. Nakon što je policija pretražila kuću, obitelji je naređeno da se vrati unutra, ali je jedan čovjek zadržan vani. Svjedoci su vidjeli da su ga dva policajca odvela do prve kuće, gdje je bio samovoljno ubijen i bačen u blatnjavu vodu.
Dan prije ubojstva, napetosti u Rogovu su rasle jer je policija opkolila selo i nije dopuštala nikome ulazak. 29. siječnja - na dan samog incidenta - sedam kuća u selu je pretraženo od policije, neke stvari su ukradene, a između 09:30 i 10:00 sati je šest osoba, od kojih su većina bili muškarci, pretučeno. Nastavnik iz Male Kruše (Prizren) uhićen je na mostu u Rogovu i pretučen od srpske policije u podrumu policijske stanice. Tada je prebačen na treći kat gdje su ga tukli lopatama i udarali nogama, osobito u bubrege. Pitali su ga pitanja poput: "Koji jezik koristiš kada ispunjavaš svoj školski imenik? Koristiš li srpski ili albanski nastavni plan?" Oni su također prijetili da će ga staviti u OVK uniformu, odvesti u šumu i upucati ga ako ne odgovori.
Nakon povlačenja OESS-KVM-a 20. ožujka, Rogovo je napadnut od srpskih snaga na 25. ožujka, dan nakon što je policija i VJ počelo granatirati selo Velika Kruša (Orahovac) preko rijeke Beli Drim. Kuće su zapaljene a mnogi ljudi su bili zatočeni ili samovoljno ubijeni. Većina kosovskog albanskog stanovništva pobjeglo je u okolna sela u regiji, sve do završetka rata.

## Novinarska konferencija
28. travnja 1999. njemačke novine Express na naslovnici su prenijeli sliku leševa Albanaca po Rogovu te novinarsku konferenciju Rudolfa Scharpinga koji je izjavio: "Zbog ovoga vodimo rat...Ovakva masovna ubojstva moraju prestati".

## Vanjske poveznice
- Srska policija ubila 24 Albanca na Rogovu New York Times
- Slike mrtvih na Rogovu  Arhivirana inačica izvorne stranice od 6. prosinca 2009. (Wayback Machine) Upozorenje: eksplicitne slike
- Slike mrtvih na Rogovu  Arhivirana inačica izvorne stranice od 2. veljače 2010. (Wayback Machine) Upozorenje: eksplicitne slike